# Bialski Klub Sportowy 2011-2012
Questa voce raccoglie le informazioni riguardanti il Bialski Klub Sportowy nelle competizioni ufficiali della stagione 2011-2012.

## Organigramma societario
Area direttiva
- Presidente: Czesław Świstak

Area tecnica
- Allenatore: Mariusz Wiktorowicz

## Rosa
| N° | Nome                  | Ruolo | Data di nascita  | Nazionalità sportiva |
| -- | --------------------- | ----- | ---------------- | -------------------- |
| 1  | Alexis Crimes         | C     | 12 giugno 1986   | Stati Uniti          |
| 2  | Joanna Mazurkiewicz   | P     | 3 luglio 1994    | Polonia              |
| 3  | Karolina Ciaszkiewicz | S     | 7 settembre 1979 | Polonia              |
| 4  | Gabriela Wojtowicz    | C     | 27 novembre 1988 | Polonia              |
| 5  | Joanna Frąckowiak     | S     | 4 luglio 1986    | Polonia              |
| 6  | Joanna Wołosz         | P     | 7 aprile 1990    | Polonia              |
| 7  | Liesbet Vindevoghel   | S     | 29 dicembre 1979 | Belgio               |
| 8  | Klaudia Kaczorowska   | S     | 20 dicembre 1988 | Polonia              |
| 9  | Agata Sawicka         | L     | 17 gennaio 1985  | Polonia              |
| 10 | Sylwia Pelc           | C     | 30 novembre 1990 | Polonia              |
| 11 | Daria Michalak        | L     | 17 gennaio 1992  | Polonia              |
| 12 | Natalia Bamber        | S     | 24 febbraio 1982 | Polonia              |
| 13 | Tamari Miyashiro      | L     | 8 luglio 1987    | Stati Uniti          |
| 14 | Magdalena Banecka     | L     | 11 febbraio 1980 | Polonia              |
| 15 | Cassidy Lichtman      | P     | 25 maggio 1989   | Stati Uniti          |
| 16 | Gabriela Ponikowska   | C     | 6 dicembre 1993  | Polonia              |
| 17 | Joanna Prokop         | S     | 27 gennaio 1984  | Polonia              |
| 18 | Koleta Łyszkiewicz    | S     | 22 gennaio 1993  | Polonia              |